# Humani generis unitas
Humani generis unitas (in italiano: Sull'unità del genere umano) era la bozza per un'enciclica preparata da papa Pio XI prima della sua morte avvenuta il 10 febbraio 1939. L'enciclica conteneva una condanna categorica dell'antisemitismo, del razzismo, della persecuzione degli ebrei, del nazismo e della sua religione neopagana. Non essendo mai stata pubblicata, spesso ci si riferisce ad essa come l'"Enciclica scomparsa". Humani generis unitas fu materialmente scritta da tre padri gesuiti guidati da John La Farge La bozza del testo rimase segreta fino al 1995 quando fu pubblicata in Francia da Passelecq et Suchecky col titolo L'Encyclique Cachée de Pie XI, e poi nel 1997 in inglese intitolata The Hidden Encyclical of Pius XI.

## Storia
Nel giugno 1938, Pio XI incaricò il gesuita statunitense John La Farge di preparare la bozza dell'Humani generis unitas. Wlodimir Ledóchowski, il superiore generale dei gesuiti, incaricò due altri sacerdoti, Gustav Gundlach e Gustave Desbuquois, di assistere LaFarge nella stesura. La scrittura dell'enciclica si svolse a Parigi, producendo una bozza di circa 100 pagine. Un altro gesuita tradusse il testo dell'enciclica in latino e la presentò a Ledóchowski, che provvide a spedirla in Vaticano nel settembre del 1938.
Alcune fonti, tra cui il cardinale Tisserant, riferiscono che l'enciclica era sulla scrivania di papa Ratti quando fu improvvisamente colto da un attacco cardiaco il 10 febbraio 1939.
Dal diario personale di Ciano risulta che Mussolini rimase indifferente alla notizia, ovvero che forse la commentò positivamente.
Papa Pio XII, che successe ad Achille Ratti, non promulgò l'enciclica. I critici di papa Pacelli (in particolare John Cornwell nel suo controverso libro Il papa di Hitler) citano questo episodio come la prova del presunto silenzio di Pio XII sull'antisemitismo e sull'olocausto. Pacelli tuttavia utilizzò parti della bozza nella sua prima enciclica Summi Pontificatus sull'unità del genere umano nell'ottobre 1939, ad un mese di distanza dallo scoppio della Seconda guerra mondiale. Analisi della bozza mettono per lo più in risalto confronti tra le politiche di Pio XII e del suo predecessore.
Le copie microfilmate dell'enciclica e dei documenti annessi furono scoperte nel 1967 dal seminarista gesuita Thomas Breslin mentre procedeva alla catalogazione degli archivi del confratello John LaFarge.
Nel giugno 2006 papa Benedetto XVI dispose che tutti i documenti riguardanti il pontificato di Pio XI contenuti nell'Archivio apostolico vaticano fossero resi pubblici, e pertanto il 18 settembre dello stesso anno più di 30.000 documenti furono messi a disposizione degli studiosi.

## Contenuto
I primi 70 paragrafi, probabilmente scritti da Gundlach, contengono una critica al modernismo, a una reinterpretazione non ortodossa delle sacre scritture, del nazionalismo estremo e del razzismo. I rimanenti 108 paragrafi, probabilmente scritti da tutti e tre i gesuiti, contestualizzano la prima parte del testo col ruolo sociale delle istituzioni educative cattoliche e dell'antisemitismo.
Sebbene la bozza dell'enciclica condanni chiaramente il razzismo e l'antisemitismo di stampo razziale, il documento è profondamente radicato nell'antigiudaismo teologico. Humani generis unitas critica la maggioranza degli ebrei postmessianici per non riconoscere in Gesù Cristo il vero Messia.

### Razzismo
Humani generis unitas condanna chiaramente la segregazione razziale negli Stati Uniti e l'antisemitismo nazista, sebbene senza mai citare apertamente i due Stati. Il razzismo è la negazione dell'unità della società umana, la negazione della persona umana e la negazione dei veri valori della religione. Non c'è relazione tra razza e religione poiché il razzismo è distruttivo di qualsiasi società. Il razzismo distrugge non solo le relazioni umane all'interno della società ma anche quelle internazionali e i rapporti tra differenti razze.

### Il contenuto antigiudaico
La bozza condanna le persecuzioni degli ebrei. "Queste persecuzioni sono state censurate dalla Santa Sede in più di una occasione, ma soprattutto quando hanno indossato il mantello del cristianesimo". Tuttavia il testo è avvolto da un velo di antigiudaismo. “Questa ingiusta e spietata campagna contro gli ebrei ha almeno questo vantaggio”, secondo il testo, "perché la vera natura, l'autentico fondamento della separazione sociale degli ebrei dal resto dell'umanità ... è di carattere religioso. Essenzialmente ... la cosiddetta questione ebraica ... è una questione di religione e, dal momento della venuta di Cristo, una questione di cristianesimo" L'enciclica incolpa gli ebrei del tempo di Cristo per aver portato il messia alla morte (deicidio): "L'atto stesso con cui il popolo ebraico ha messo a morte il loro Re e Salvatore era, nel linguaggio forte di San Paolo, la salvezza del mondo." L'enciclica continua accusando gli ebrei di cieco materialismo.
Il testo afferma che: 

## Reazione di papa Pio XII
Secondo gli autori, Pio XII non fu al corrente del testo dell'enciclica prima della morte del suo predecessore. Pacelli scelse di non pubblicare l'enciclica. Tuttavia, la sua prima enciclica Summi Pontificatus pubblicata il 12 ottobre 1939, dopo l'inizio della seconda guerra mondiale, contiene molti degli argomenti della Humani generis unitas, evitando le caratterizzazioni più negative della religione ebraica.
Summi Pontificatus vede il Cristianesimo come universale ed opposto ad ogni forma di razzismo e di qualsiasi richiamo ad una superiorità razziale. Non ci sono differenze di razza tali da oscurare la comune dignità umana che viene dal fatto che: "un progenitore (Adamo) ha creato tutti i popoli per abitare l'intero mondo".
- Che visione meravigliosa, che ci fa contemplare il genere umano nell'unità della sua origine in Dio ... nell'unità della sua natura, composta in modo uguale in tutti gli uomini dotati di un corpo materiale e di un'anima spirituale; nell'unità del suo fine immediato e la sua missione nel mondo; nell'unità della sua dimora, la terra, i cui benefici di tutti gli uomini, per diritto di natura, potrà utilizzare per sostenere e sviluppare la vita; nell'unità del suo fine soprannaturale: Dio stesso, al quale tutti devono tendere; nell'unità dei mezzi per raggiungere questo fine ... nell'unità della redenzione operata da Cristo per tutti..[23]

Questa legge divina di solidarietà e carità assicura che tutti gli uomini sono veramente fratelli, senza escludere la ricca varietà di persone, culture e società.